# Brachiaria mollis
Brachiaria mollis är en gräsart som först beskrevs av Olof Swartz, och fick sitt nu gällande namn av Parodi. Brachiaria mollis ingår i släktet Brachiaria och familjen gräs. Inga underarter finns listade i Catalogue of Life.